# Kiandra
Kiandra è una città abbandonata dai tempi della corsa dell'oro australiana ed è il luogo di nascita dello sci in Australia. 
La città è situata nelle Snowy Mountains nella regione del Nuovo Galles del Sud. Per circa un secolo (dal 1859 fino alla creazione di Cabramurra), Kiandra era la città più alta dell'Australia e un attivo centro di sport invernali.
Il suo ultimo cittadino l'abbandonò nel 1974, Da allora, Kiandra è diventata città fantasma in rovina. La città è situata all'interno del Parco nazionale Kosciuszko, vicino al villaggio di Cabramurra, che è oggi, la città più alta d'Australia. Prima di diventare un parco nazionale, l'area era frequentata dagli allevatori di bestiame dei quali si ritrovano ancora parecchie baite.

## Storia

### Corsa all'oro
Nel 1859, alcuni allevatori di bestiame che portavano le loro mandrie nella zona, durante l'estate, vi scoprirono l'oro. Rapidamente migliaia di cercatori e commercianti si spostarono sul luogo creando la città mineraria di Kiandra, che al suo apogeo arrivò ad avere 15.000 abitanti, serviti da 25 magazzini, 13 fornai, 16 macellai, 14 pub, 14 hotel, parecchie banche e 4 maniscalch8i. Ma già pochi anni dopo si registrò un massiccio esodo dovuto al diradamento dei ritrovamenti.
Le operazioni di ricerca cessarono verso il 1905. La produzione totale registrata ammontò a 48.676 kg.

### Attività sciistica
Lo sci si è sviluppato in Australia, proprio partendo da Kiandra. Infatti essendo questa zona abbondantemente coperta di neve per molti mesi all'anno, alcuni cercatori d'origine norvegese, vi introdussero gli sci per muoversi più agevolmente. Nel 1861 venne fondato il club di sci più antico al mondo, il Kiandra Snow Shoe Club. Gare sciistiche vennero organizzate annualmente dal club e qui sorsero i primi impianti di risalita dell'Australia.
Con l'abbandono della città anche l'attività sportiva cessò. Nel 1978 gli impianti di Kiandra vennero spostati a Selwyn Snowfields, una piccola station de ski nel nord delle Snowy Mountains.

## Galleria d'immagini

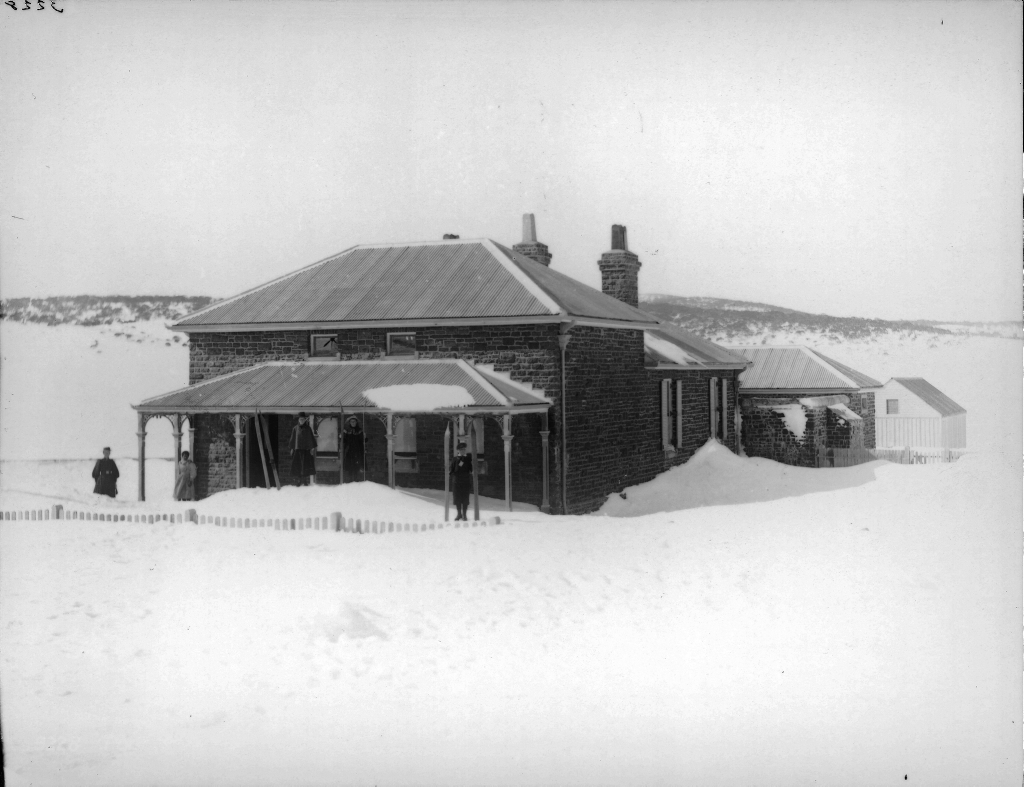
Stazione di Polizia di Kiandra verso la fine dell'800.
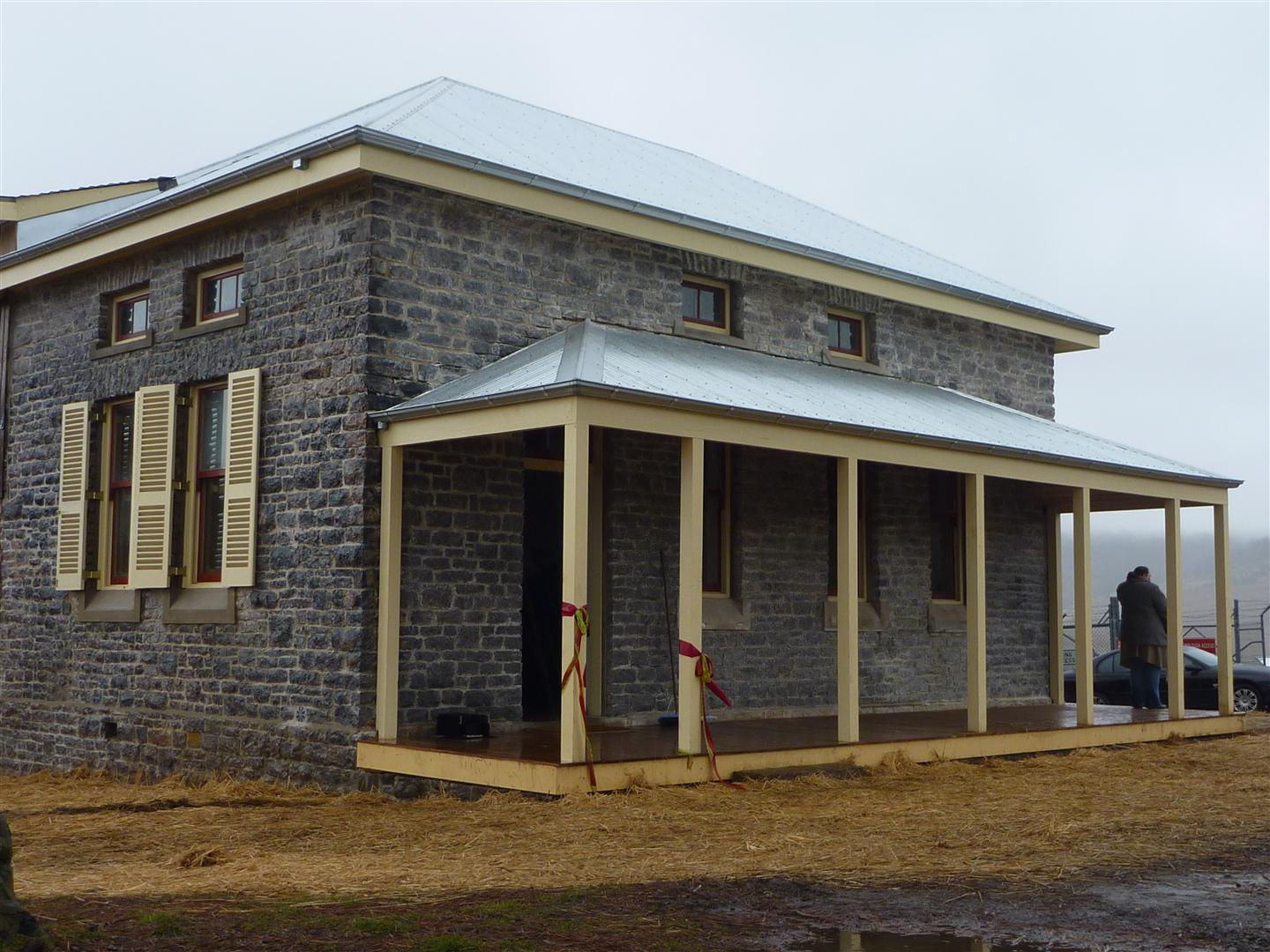
Stazione di Polizia di Kiandra nel 2010
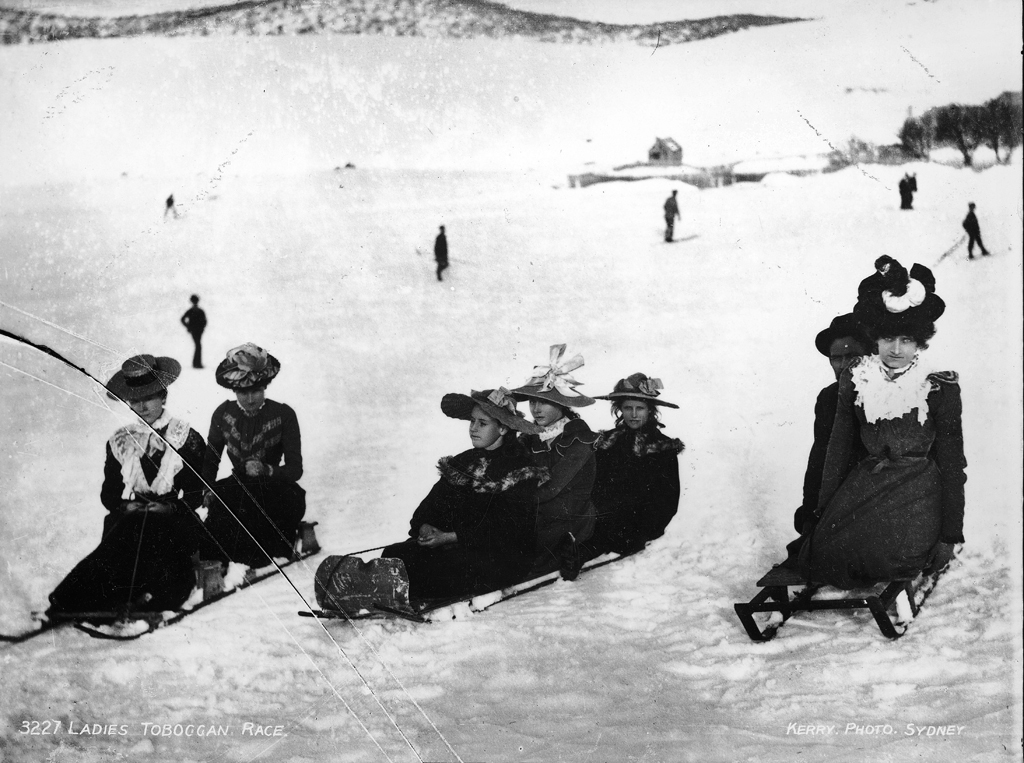
Gare di slittino femminile
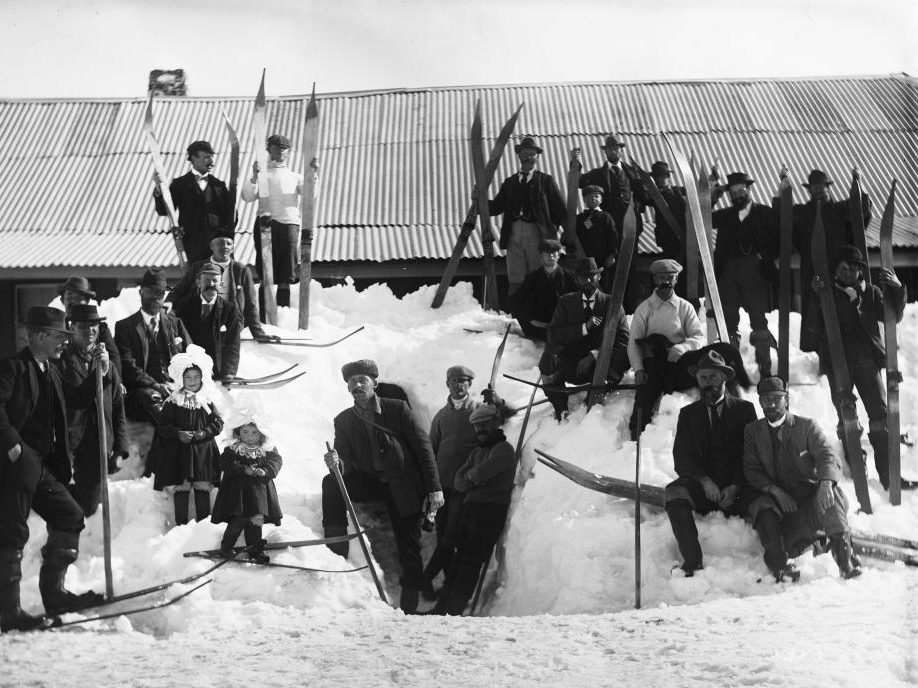
Carnevale del 1900.
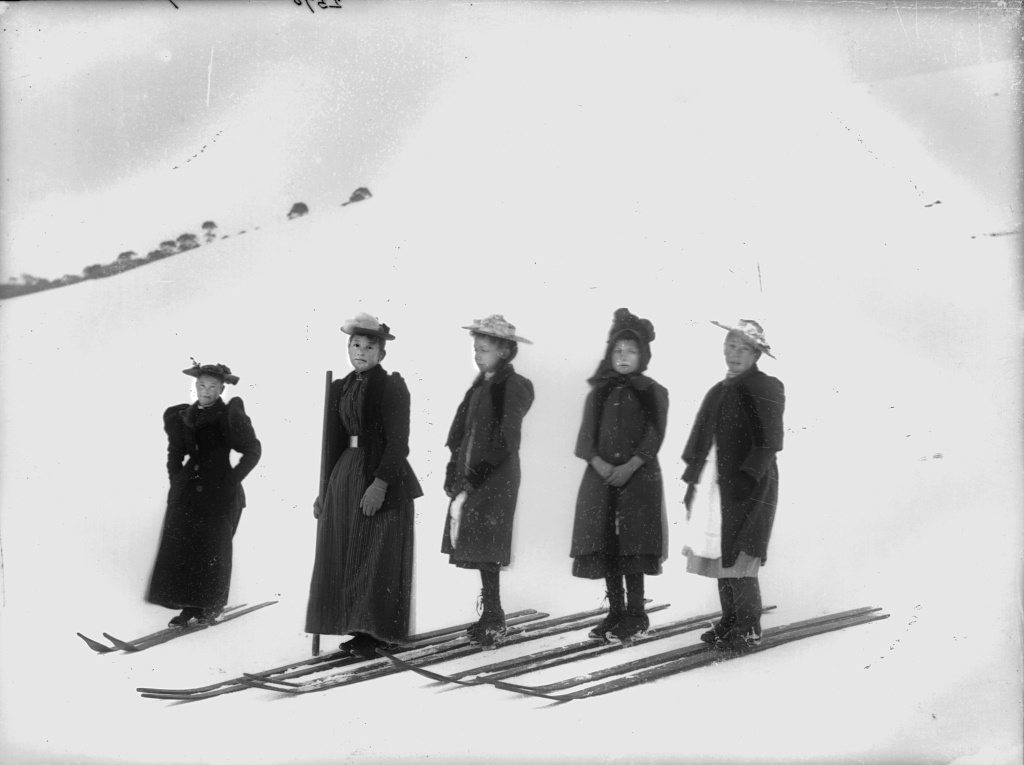
Partenza di una gara femminile.
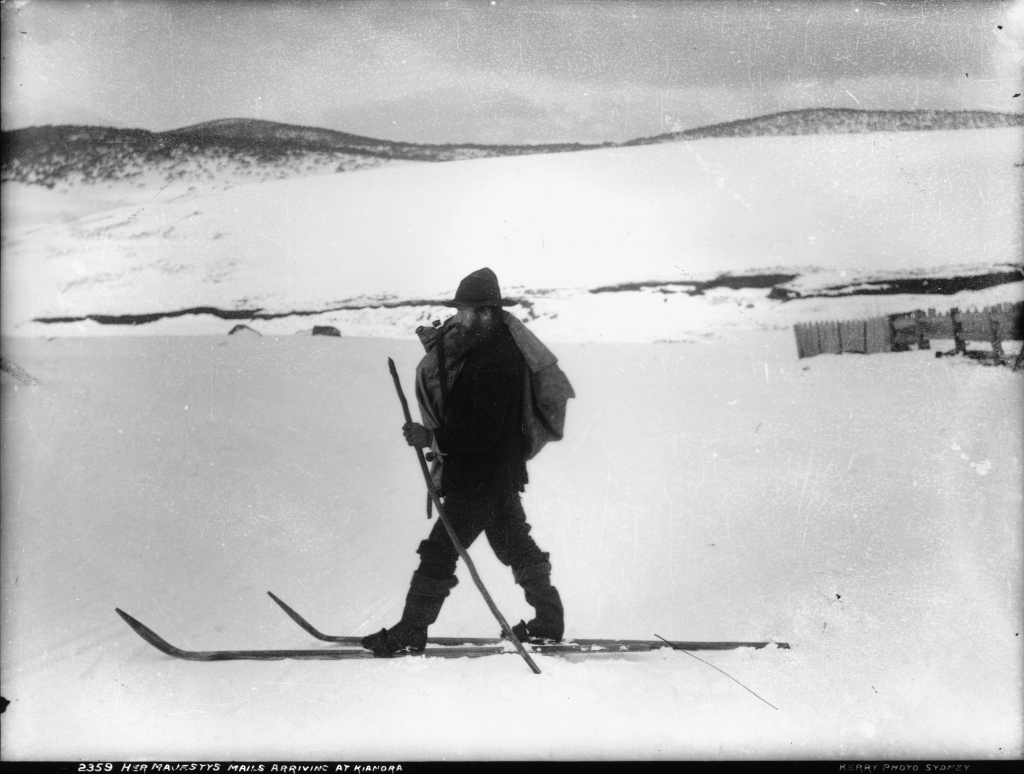
Arrivo del postino a Kiandra.